# 1943 aux Territoires du Nord-Ouest
Chronologie des Territoires du Nord-Ouest
- 1939
- 1940
- 1941
- 1942
- 1943
- 1944
- 1945
- 1946
- 1947

Cette page concerne les événements survenus en 1943 dans le territoire canadien des Territoires du Nord-Ouest.

## Politique
- Premier ministre : Charles Camsell (Commissaire en gouvernement)
- Commissaire :
- Législature :

## Naissances
- 9 août : Joe Handley, premier ministre des Territoires du Nord-Ouest.